# Ceratina braunsi
Ceratina braunsi är en biart som beskrevs av Constance Margaret Eardley och Daly 2007. Ceratina braunsi ingår i släktet märgbin, och familjen långtungebin. Inga underarter finns listade i Catalogue of Life.